# Starrmyran
Starrmyran är ett naturreservat i Öreälvens dalgång som ligger ungefär 13 kilometer sydost om Bjurholm i Ångermanland. Större delen av reservatet täcks av äldre granskog och blandskog av gran och tall. Det finns flera flacka åsryggar mellan sänkor med gransumpskog.
En större skogsbrand svepte över stora delar av reservatet under den senare hälften av 1800-talet. Endast de sumpiga delarna verkar ha undgått branden.
Den lilla orkidén spindelblomster kan påträffas inom reservatet.